# Mikazuki no Koukai
Mikazuki no Koukai (Originaltitel ミカヅキの航海) ist das Debütalbum der japanischen Singer-Songwriterin Sayuri, welches am 17. Mai 2017 über Ariola Japan veröffentlicht wurde.
Das Album umfasst vierzehn Lieder mit etwas mehr als einer Stunde Spielzeit. Fünf Singles wurden vorab veröffentlicht. Drei der auf dem Album befindlichen Stücke wurden als Vor- bzw. Abspanntitel für Anime-Fernsehserien genutzt. Die Lieder wurden – bis auf zwei Ausnahmen – von Sayuri selbst geschrieben und komponiert.
Mikazuki no Kouki avancierte auf dem japanischen Musikmarkt zu einem kommerziellen Erfolg: Das Werk erreichte auf Anhieb eine Platzierung in den Top Ten der japanischen Albumcharts, wo es sich mehrere Wochen lang aufhielt. Die Single Mikazuki wurde in Japan zwischenzeitlich mit einer Goldenen Schallplatte bedacht. Bis auf Ru-Rararu-Ra-Rurararu-Ra- erreichten alle Singles des Albums eine Notierung in den heimischen Singlecharts.

## Hintergrund und Veröffentlichungen
Sayuri begann ihr musikalisches Schaffen Anfang der 2010er-Jahre als Independent-Musikerin. Im Jahr 2015 wurde sie von Sony Music Entertainment Japan unter Vertrag genommen und kam beim Tochterlabel Ariola Japan unter.
Ihre Major-Debütsingle Mikazuki, die ebenfalls 2015 veröffentlicht wurde, wird im Abspann der Anime-Fernsehserie Rampo Kitan: Game of Laplace genutzt. Im Februar 2016 veröffentlichte Sayuri ihre zweite Single unter dem Titel Sore wa Chiisana Hikari no Youna. Das Stück wurde von der Komponistin Yuki Kajiura geschrieben und als Abspann für die Anime-Umsetzung des Mangas Erased – Die Stadt, in der es mich nicht gibt genutzt. Die Entstehung der dritten Single Ru-Rararu-Ra-Rurararu-Ra-, die im Juni 2016 offiziell veröffentlicht wurde, reicht bis ins Jahr 2012 zurück. In diesem Jahr gewann Sayuri als Mitglied der Band LONGTAL für diesen Titel zwei Auszeichnungen beim Grand Prix der fünften Yamaha Music Music Revolution, darunter den Preis des Ministeriums für Bildung, Kultur, Sport, Wissenschaft und Technologie.
Im Dezember 2016 erschien mit Furaregai Girl Sayuris vierte Single. Diese wurde von Radwimps-Frontsänger Yōjirō Noda komponiert und getextet. Dieser gab in einem Interview an, das Lied selbst „nicht singen zu können.“ Stattdessen suchte er nach dem Besitzer des Liedes und fand diesen durch Zufall in Sayuri. Demnach war Noda zeitgleich mit der Sängerin im Aufnahmestudio und hörte eine ihrer CDs und gab an, dass das Lied ab diesem Moment ihr gehörte. Am 1. März 2017 erschien mit Parallel Line Sayuris fünfte Single, die im Abspann der Animeserie Scum’s Wish zu hören ist.
Alle Singles, mit Ausnahme von Ru-Rararu-Ra-Rurararu-Ra-, erhielten eine physische Veröffentlichung in Form einer CD, die in drei Varianten erschienen: als reguläre Single-CD, als limitierte Version mit DVD bzw. Blu Ray sowie als limitierte Anime-Version. Mikazuki no Koukai wurde im März 2017 offiziell für die 17. Mai gleichen Jahres angekündigt. Auch das Album erschien in drei verschiedenen Varianten: Als reguläre CD, in einer limitierten Auflage mit zusätzlicher Blu-Ray-Disc bzw. mit DVD. Auf der Blu-ray-Version sind alle bis zu dem Zeitpunkt produzierten Musikvideos zu sehen, während die DVD-Variante einen 19-minütigen Konzertmitschnitt enthält.

## Titelliste
Alle Lieder, mit Ausnahme des fünften und neunten Titels, wurden von Sayuri geschrieben. Lied fünf Stammt aus der Feder von Yōjirō Noda; Lied neun von Yuki Kajiura.
| Nr. | Titel (Japanisch)              | Titel (Romanisiert)              | Komponist    | Liedtexter | Länge | Anmerkungen                                           |
| --- | ------------------------------ | -------------------------------- | ------------ | ---------- | ----- | ----------------------------------------------------- |
| 1   | ミカヅキ                       | Mikazuki                         | Sayuri       | Sayuri     | 4:21  | • 1. Singleauskopplung • Abspann für Rampo Kitan      |
| 2   | 平行線                         | Parallel Line                    | Sayuri       | Sayuri     | 4:58  | • 5. Singleauskopplung • Abspanntitel für Scum’s Wish |
| 3   | 十億年                         | Juu Oku nen                      | Sayuri       | Sayuri     | 5:23  |                                                       |
| 4   | ケーキを焼く                   | Cake o Yaku                      | Sayuri       | Sayuri     | 3:37  |                                                       |
| 5   | フラレガイガール               | Furaregai Girl                   | Yōjirō Noda  | Noda       | 6:07  | • 4. Singleauskopplung                                |
| 6   | 蜂と見世物                     | Hachi to Misemono                | Sayuri       | Sayuri     | 4:03  |                                                       |
| 7   | るーららるーらーるららるーらー | Ru-Rararu-Ra-Rurararu-Ra-        | Sayuri       | Sayuri     | 3:18  | • 3. Singleauskopplung                                |
| 8   | オッドアイ                     | Oddo Ai                          | Sayuri       | Sayuri     | 4:54  |                                                       |
| 9   | それは小さな光のような         | Sore wa Chiisana Hikari no Youna | Yuki Kajiura | Kajiura    | 4:32  | • 2. Singleauskopplung • Abspann für Erased           |
| 10  | 来世で会おう                   | Raise de Aou                     | Sayuri       | Sayuri     | 4:40  |                                                       |
| 11  | –                              | Knot                             | Syyuri       | Sayuri     | 4:42  |                                                       |
| 12  | アノニマス                     | Anonymous                        | Syyuri       | Sayuri     | 4:31  |                                                       |
| 13  | 夏                             | Natsu                            | Syyuri       | Sayuri     | 3:29  |                                                       |
| 14  | –                              | Birthday Song                    | Syyuri       | Sayuri     | 5:17  |                                                       |

## Erfolg
Mikazuki no Koukai erreichte in den japanischen Albumcharts von Oricon auf Anhieb Platz drei und verblieb für insgesamt 16 Wochen im Ranking. Das Album verkaufte sich innerhalb der ersten Verkaufswoche knapp 27.000 mal, wovon knapp mehr als 23.000 Einheiten durch den reinen Tonträgerverkauf erreicht werden konnten. Bis Dezember 2017 verkaufte sich das Album etwas mehr als 41.000 mal. In den japanischen Albumcharts von Billboard Japan platzierte sich Mikazuki no Koukai auf Platz vier.
Sayuris Album Mikazuki no Koukai wurde auf die erweiterte Nominierungsliste für den CD Shop Award gesetzt. Die bereits 2015 veröffentlichte Major-Debütsingle, die auf dem Album zu finden ist, wurde 2019 mit einer Goldenen Schallplatte in Japan ausgezeichnet.

## Auszeichnungen

### Für musikalische Verkäufe
| Singles Mikazuki \| Land/Region \| Auszeichnung \| Verkäufe \| Quelle \| \| ------------ \| ------------ \| -------- \| -------------- \| \| Japan (RIAJ) \| Gold \| 100.000+ \| www.riaj.or.jp \| |              |          |                |
| Land/Region | Auszeichnung | Verkäufe | Quelle         |
| Japan (RIAJ) | Gold         | 100.000+ | www.riaj.or.jp |

### Persönliche Auszeichnungen
Sayuri wurde im Jahr 2018 in der Kategorie Best Breakthrough Artist für einen Space Shower Award des gleichnamigen Musiksenders nominiert.